# Rund um Köln
Rund um Köln er et tysk endagsløb i landevejscykling som arrangeres hvert år i juni. Løbet er blevet arrangeret siden 1908, og er en af de ældste sportsarrangementer i Tyskland. Løbet er af UCI klassificeret med 1.1 og er en del af UCI Europe Tour. 

## Vindere
| År   | Vinder                  | Toer                | Treer               |        |
| ---- | ----------------------- | ------------------- | ------------------- | ------ |
| 1910 | Karl Wittig             | Jean Esser          | Georg Schmid        |        |
| 1911 | Adolf Huschke           | Josef Hübner        | Ernst Franz         |        |
| 1912 | Jean Steingass          | Richard Wiese       | Rudolf Kotsch       |        |
| 1913 | Ernst Franz             | Rudolph Lewis       | Rudolf Kotsch       |        |
| 1914 | Ernst Franz             | Josef Pütz          | Wilhelm Siewert     |        |
| 1921 | Richard Huschke         | Felix Manthey       | Wilhelm Siewert     |        |
| 1922 | Paul Koch               | Arthur Nörenbergh   | Wilhelm Franke      |        |
| 1923 | Fritz Fischer           | Richard Huschke     | Paul Kohl           |        |
| 1924 | Paul Kohl               | Karl Kohl           | Fritz Gielow        |        |
| 1925 | Paul Kohl               | Josef Remold        | Richard Huschke     |        |
| 1926 | Heiri Suter             | Kastor Notter       | Gaetano Belloni     |        |
| 1927 | Gaetano Belloni         | Jules Vanhevel      | Adriano Zanaga      |        |
| 1928 | Alfredo Binda           | Domenico Piemontesi | Julien Delbecque    |        |
| 1934 | Kurt Stöpel             | Willy Kutschbach    | Georg Stach         |        |
| 1935 | Emil Kijewski           | Kurt Stöpel         | Willy Kutschbach    |        |
| 1936 | Erich Bautz             | Hans Weiss          | Georg Umbenhauer    |        |
| 1937 | Emil Kijewski           | Karl Wierts         | Jupp Arents         |        |
| 1948 | Heinrich Schwarzer      | Erich Bautz         | Fritz Siefert       |        |
| 1949 | Heinrich Schultenjohann | Otto Ziege          | Erich Bautz         |        |
| 1951 | Heinrich Schwarzer      | Bim Diederich       | Jean Breuer         |        |
| 1955 | Hans Preiskeit          | Manfred Donike      | Hennes Junkermann   |        |
| 1964 | Horst Oldenburg         | Peter Post          | Klaus May           |        |
| 1965 | Horst Oldenburg         | Wolfgang Schulze    | Romain Robben       |        |
| 1966 | Peter Glemser           | Jos Huysmans        | Leo Hermens         |        |
| 1967 | Noël Foré               | Willy In 't Ven     | Roger Blockx        |        |
| 1990 | Noël Segers             | Andreas Kappes      | Herman Frison       |        |
| 1991 | Jerry Cooman            | Johan Capiot        | Mario De Clercq     |        |
| 1992 | Louis de Koning         | Wilfried Peeters    | Olaf Jentzsch       |        |
| 1993 | Willem Van Eynde        | Christian Henn      | Marcel Wüst         |        |
| 1994 | Udo Bölts               | Rolf Järmann        | Jens Heppner        |        |
| 1995 | Erik Dekker             | Frans Maassen       | Fausto Dotti        |        |
| 1996 | Erik Zabel              | Tom Steels          | Johan Capiot        |        |
| 1997 | Frank Vandenbroucke     | Artur Babaitsev     | Ludo Dierckxsens    |        |
| 1999 | Jens Heppner            | Raymond Meijs       | Kai Hundertmarck    |        |
| 2000 | Steffen Wesemann        | Hendrik Van Dijck   | Jens Heppner        |        |
| 2001 | Gian Matteo Fagnini     | Bert Grabsch        | Torsten Schmidt     |        |
| 2002 | Peter Wrolich           | Kai Hundertmarck    | Christian Werner    |        |
| 2003 | Jan Ullrich             | Danilo Hondo        | Peter Wrolich       |        |
| 2004 | Erik Zabel              | Danilo Hondo        | Kirk O'Bee          |        |
| 2005 | David Kopp              | Stefan Schumacher   | David Cañada        |        |
| 2006 | Christian Knees         | David Kopp          | Kai Reus            |        |
| 2007 | Juan José Haedo         | Graeme Brown        | Alessandro Petacchi |        |
| 2009 | Martin Pedersen         | Eric Baumann        | Mathias Belka       |        |
| 2010 | Juan José Haedo         | André Greipel       | Enrico Rossi        |        |
| 2011 | Michael Matthews        | Marcel Kittel       | Giacomo Nizzolo     |        |
| 2012 | Jan Bárta               | Gediminas Bagdonas  | Tomasz Marczyński   |        |
| 2013 | Sébastien Delfosse      | Pieter Jacobs       | Georg Preidler      |        |
| 2014 | Sam Bennett             | Barry Markus        | Gerald Ciolek       |        |
| 2015 | Tom Boonen              | Edward Theuns       | Andreas Schillinger |        |
| 2016 | Dylan Groenewegen       | André Greipel       | Nikias Arndt        |        |
| 2017 | Gregor Mühlberger       | Mads Würtz Schmidt  | Fabian Lienhard     |        |
| 2018 | Sam Bennett             | Mihkel Räim         | Szymon Sajnok       |        |
| 2019 | Baptiste Planckaert     | Christoph Pfingsten | Lionel Taminiaux    |        |
| 2020 | aflyst                  | aflyst              | aflyst              | aflyst |
| 2021 | aflyst                  | aflyst              | aflyst              | aflyst |
| 2022 | Nils Politt             | Danny van Poppel    | Nikias Arndt        |        |
| 2023 | Danny van Poppel        | Milan Menten        | Jasper De Buyst     |        |
| 2024 | Casper van Uden         | Biniam Girmay       | Louis Blouwe        |        |
| 2025 |                         |                     |                     |        |